# Jonathan de Guzmán
Jonathan Alexander de Guzmán (Scarborough, Ontario, Canadá, 13 de septiembre de 1987) es un futbolista canadiense, nacionalizado neerlandés, que juega de centrocampista en el Sparta de Róterdam de la Eredivisie.

## Trayectoria

### Juventud
De Guzmán comenzó su carrera juvenil en Scarborough Club de Fútbol del Norte de Canadá. Para mejorar sus habilidades, el joven entrenó seis veces a la semana y era activo en tres equipos diferentes (Norte de Scarborough, Malvern, y el equipo de su hermano mayor). Cuando su hermano Julian dejó Canadá para unirse a la cantera del Olympique de Marsella, impulso de De Guzmán para perseguir también su carrera en Europa. A la edad de 12, dos años después de que su hermano se fue a Francia, se unió a la cantera del Feyenoord en los Países Bajos.

## Feyenoord

### El aumento
De Guzmán no se le permitió jugar en el primer equipo del Feyenoord antes de cumplir los 18 años. El 15 de septiembre de 2005, tres días después de cumplir 18 años, De Guzmán fue parte del primer equipo del Feyenoord por primera vez. Sin embargo, permaneció en el banquillo en la Copa de la UEFA partido en casa contra el Rapid de Bucarest (1-1). Tres días después, el 18 de septiembre de 2005, De Guzmán hizo su debut oficial en el Feyenoord, en un partido en la Eredivisie, en casa contra el SC Heerenveen ( 5-1). Reemplazó Ghaly en el minuto 87. De Guzmán anotó su primer gol como profesional el 30 de septiembre de 2005, en la Eredivisie partido fuera de casa contra el Willem II (1-3).
Después de su debut contra el SC Heerenveen, De Guzmán se convirtió rápidamente en un jugador titular. El 11 de diciembre de 2005, que recibió muchos elogios del ex Barcelona, Philip Cocu en un partido durante la Eredivisie del Feyenoord contra PSV (1-0). De Guzmán terminó la temporada Eredivisie 2005-06 con 29 partidos, 4 goles. El 29 de diciembre de 2005, firmó un contrato de mejora con el Feyenoord hasta el verano de 2010. Su viejo contrato iba a expirar en 2008.

### Las primeras dificultades
Al comienzo de la temporada 2006-07, el Feyenoord vendió sus jugadores estrella Dirk Kuyt a Liverpool y Salomon Kalou para el Chelsea. La gerencia tenía altas expectativas de De Guzmán, que estaba listo para dar el siguiente paso en su desarrollo. Sin embargo, el joven no pudo evitar que el club de terminara séptimo en la Eredivisie. Decepcionante temporada de De Guzmán terminó con una tarjeta roja a los 21 minutos del primer partido de playoffs contra FC Groningen el 10 de mayo de 2009. Feyenoord perdió el doble enfrentamiento y perdió en el fútbol europeo por primera vez en 16 años. Al final de la temporada, De Guzmán reconoció que era quizás demasiada presión sobre él: "Yo solo tengo 19 años, no solo podía decirles a todos qué hacer. Realmente fue una temporada decepcionante, pero he crecido mentalmente debido a todos los problemas que tuvimos. Fue una temporada muy difícil para mí en lo personal ".

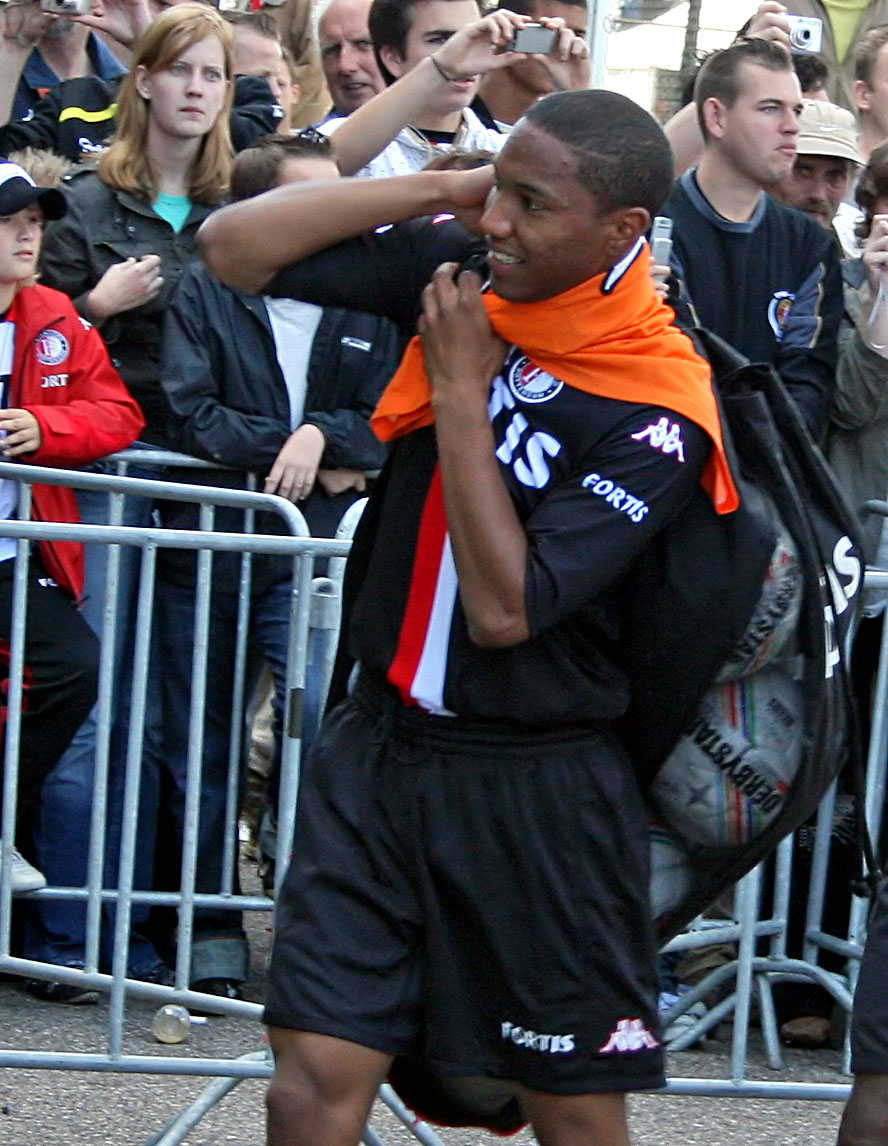
Jonathan de Guzmán durante el primer entrenamientodel Feyenoord en la temporada 2007-08

Con la temporada 2007-08 y la llegada de jugadores experimentados como Giovanni van Bronckhorst desde Barcelona, y Roy Makaay del Bayern Munich, Feyenoord creó las circunstancias perfectas para De Guzmán. Sin embargo De Guzmán no estaba muy contento con su nueva posición en el equipo. De Guzmán siempre jugó como mediocampista, pero Bert van Marwijk lo colocó en la posición de la derecha en un sistema 4-2-3-1. De Guzmán jugó 33 partidos de la Eredivisie, anotando nueve goles.

### Lesiones
De Guzmán tenía un acuerdo personal con el Manchester City, pero el Feyenoord no pudo ponerse de acuerdo sobre una tasa de transferencia con los ciudadanos: "Yo estaba muy seguro de que iba a salir de Rotterdam Eso no sucedió debido a Feyenoord Yo ya dije que sí y.. Yo pensé que era una buena tasa de transferencia (supuestamente 10 000 000 €, de color rojo.). Pero los clubes no pudo llegar a un acuerdo y no mucho más tarde City compró a otro jugador, Shaun Wright-Phillips ".
A pesar de una pretemporada turbulenta llena de especulaciones de transferencia, De Guzmán se mantuvo en el Feyenoord. Sin embargo, De Guzmán también tuvo un decepcionante inicio de la temporada, ya que fue expulsado en la temporada del Feyenoord primer partido de la Eredivisie. El 31 de agosto de 2008, De Guzmán recibió una tarjeta roja por un codo de volar en el minuto 30 en el partido fuera de casa contra el Heracles Almelo (3-1), lo que resulta en una suspensión de cuatro partidos. Poco después, De Guzmán comenzó tener problemas físicos. Lo que comenzó con la ingle menor, muslo y lesiones en la rodilla, terminó con una cirugía de menisco serio en enero de 2009. De Guzmán estaba fuera por el resto de la temporada. Debido a sus lesiones, De Guzmán solo jugó dos partidos de la Eredivisie en la temporada 2008-09.
De Guzmán hizo su reaparición en el 2009-10 amistoso de pretemporada partido fuera de casa contra el Sporting de Portugal (1-2), al anotar el gol del empate. Debido a su contrato, que expiraba, Feyenoord estaba dispuesto a vender su producto de los jóvenes en el verano. Sin embargo, el nuevo gerente Feyenoord Mario Been quería De Guzmán para quedarse. Afirmó De Guzmán era un jugador importante para el equipo y estaba dispuesto a dejarle jugar en su posición favorita mediocampista central. A pesar del interés de Chelsea y de Valencia, De Guzmán se quedó en el Feyenoord. Después de un comienzo prometedor de la temporada, anotando tres goles en sus primeros nueve partidos, las lesiones mantuvieron tras el centrocampista. El 3 de octubre de 2009, De Guzmán fue subs cartílago en la rodilla derecha, se necesita intervención quirúrgica y estaba fuera durante más de dos meses. De Guzmán hizo su regreso después de las vacaciones de invierno, pero después de jugar cuatro partidos más, tuvo que abandonar una sesión de entrenamiento resultó herido el 4 de marzo de 2010. Él fue golpeado por la misma lesión que tuvo a principios de esta temporada, solo que esta vez en la rodilla izquierda. De Guzmán hizo su reaparición final en el último partido del Feyenoord de la temporada. Sin embargo, De Guzmán no pudo evitar que el Feyenoord perder la Copa KNVB final contra archirrivales Ajax (1-4) el 6 de mayo de 2010, y dejó el club en una transferencia libre: "Para mí, personalmente, es bueno que estoy en forma de nuevo y todavía podría conseguir algo de tiempo de juego en la final, pero el resultado es muy decepcionante, obviamente. Es muy triste que tengo que dejar Feyenoord esta manera ".

### Mallorca
Con De Guzmán disponible en una transferencia libre, él ganó las ofertas en el Espanyol, PSV Eindhoven y Villarreal, pero prefiere un movimiento a la Premier League con el Newcastle también interesados. En lugar de ello, el 27 de julio de 2010, De Guzmán firmó un contrato de tres años con Mallorca. Se refirió a la cantidad de fe se muestra en él desde el dueño del club Lorenzo Serra Ferrer y director Michael Laudrup para hacer el movimiento, a pesar del club de ser expulsado de la UEFA Europa League por motivos financieros. De Guzmán hizo su debut con el club y actuó brillantemente en el empate 0-0 contra el Real Madrid 29 de agosto de 2010. Tres semanas más tarde, De Guzmán anotó su primer gol en la Liga en una victoria en casa por 2-0 frente a Osasuna. El 18 de diciembre de 2010 De Guzmán anotó un espectacular gol de la nada para empatar el juego en el minuto 28 contra el Villarreal, el partido terminó en una victoria del Villarreal 3-1 De Guzmán tuvo una muy buena primera temporada en España, aunque su equipo terminó en decimoséptimo lugar uno de cada descenso. De Guzmán hizo 33 aperturas de liga y anotó 5 goles, incluyendo uno en el último partido de la temporada ante el Atlético de Madrid en la derrota por 4-3 en el que Sergio Agüero marcó un 'hat-trick'.
Después de un verano lleno de especulaciones sobre De Guzmán transferencia a Villarreal, Jonathan jugó en el primer partido de la temporada de Mallorca el 28 de agosto de 2011 contra el Espanyol, anotando el único gol en la victoria en casa 10 sobre el Catalonia equipo.

### Villarreal
El 31 de agosto de 2011, horas antes de que el plazo de transferencia Villarreal completó una transferencia de De Guzmán, el acuerdo era por una suma no cree que es un valor aproximado de 8,5 millones €. De Guzmán hizo su debut el 10 de septiembre como un segundo medio sub por Javier Camuñas durante un empate en casa 2-2 contra el Sevilla. Días después De Guzmán hizo su regreso a la competición europea desde su traslado a España el 14 de septiembre contra el Bayern Munich en la derrota por 2-0 en el primer partido de la UEFA Liga de Campeones de la fase de grupos. De Guzmán anotó su primer gol con el Villarreal el 22 de noviembre ante el Bayern de Múnich, el partido terminó en una derrota por 3-1 en el segundo último partido en la fase de grupos de la Champions League. Después de recibir tiempo de juego consistente después de unirse al club, tanto en la liga y el juego interno de De Guzmán comenzó a luchar para encontrar tiempo de juego bajo el mánager recién contratado José Francisco Molina a principios de 2012, y los rumores se inició alrededor de un posible traslado de regreso a la Eredivisie.

### Swansea City (préstamo)
El 10 de julio de 2012, de Guzmán completó un movimiento a Swansea City en calidad de préstamo por lo tanto volver a reunirse con el exentrenador Michael Laudrup. Hizo su debut contra el Queens Park Rangers en la victoria por 5-0 en Loftus Road. Marcó su primer gol con el Swansea en un 3-1 Liga Copa victoria sobre el Liverpool en Anfield el 31 de octubre de 2012. De Guzmán anotó su primer gol en la Premier League y para Swansea el 17 de noviembre contra el Newcastle United, el partido terminó en la victoria por 2-1 a domicilio por los Cisnes. Segundo gol en la liga de De Guzmán para Swansea llegó en la victoria por 2-1 sobre el Fulham en Craven Cottage el 29 de diciembre, anotando el gol de la victoria para el lado contrario.
De Guzmán anotó dos goles ante el Stoke City, ya que ganó por 3-1, su primera fue de un maravilloso tiro libre y su segundo se desprendió de una asistencia de Danny Graham. Él anotó otro doblete en Swansea 5-0 Capital One Copa derrota final de Bradford City en Wembley el 24 de febrero de 2013, guiando a los cisnes con su primera pieza cada vez mayor de los cubiertos. Después de una campaña exitoso debut en la Premier League, de Guzmán fue galardonado con el Objetivo de Swansea de la estación para su huelga contra el Stoke City, el 19 de enero.
El 29 de junio de 2013, de Guzmán accedió a un préstamo a largo temporada de segundo año en Swansea. El 19 de septiembre de 2013, se anotó un 30 yardas tiro libre, para su primer gol de la temporada como Swansea comenzó su Europa League campaña con una memorable victoria por 3-0 en Valencia.

### SSC Napoli
El 20 de agosto de 2014, el Director Deportivo de la SSC Napoli, Ricardo Bigón, anuncia la contratación del holandés. El equipo partenopeo pagó 6 millones de Euros por la ficha del jugador, firmando un contrato por 4 años, con un salario de 2 millones por temporada. 
Debuta como sustituto el 31 de agosto en el primer partido de Liga frente al Genoa. El holandés entró al minuto 75' en sustitución del eslovaco Marek Hamsik. De Guzmán marcó el gol de la victoria ese día al batir al guardameta Mattia Perin en el minuto 90+5' del agregado. 
El 6 de noviembre de 2014, marca el primer hat-trick de su carrera frente al Young Boys de Suiza en partido correspondiente a la fase de grupos por la Europa League.

## Selección nacional

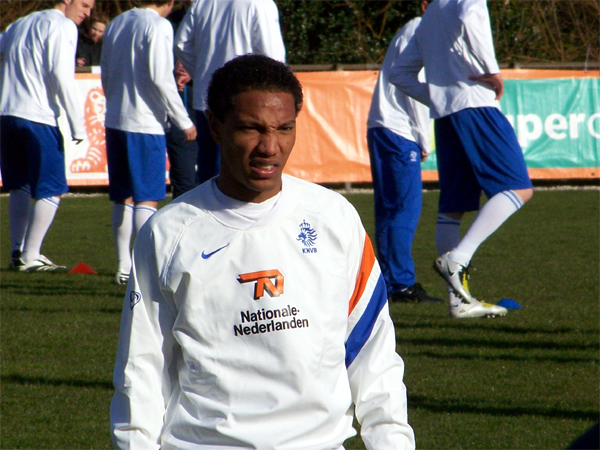
Jonathan de Guzmán durante un entrenamiento con la selección de los Países Bajos sub-21 en 2008.

Después de muchas especulaciones sobre qué país De Guzmán elegiría para representar internacionalmente, De Guzmán se puso a disposición de la selección neerlandesa, inmediatamente después de recibir su ciudadanía neerlandesa en febrero de 2008, la cual había solicitado el año anterior. Su decisión fue recibida con decepción en Canadá. Polémico, De Guzmán apareció en una televisión nacional de deportes canadienses muestran una semana antes de este anuncio, y afirmó que no se había tomado una decisión sobre su estatuto internacional, y se centra en su carrera del club en los Países Bajos. Su hermano Julian juega para el equipo nacional canadiense.
Después de no poder hacer el corte final en una llamada de alto nivel hacia arriba, De Guzmán hizo su debut internacional en Países Bajos sub-21 escuadrón el 26 de marzo de 2008, en un partido de clasificación para el Campeonato Europeo contra Estonia sub-21. Jugó un papel importante, al anotar el primer y tercer gol y proporcionando la asistencia para el segundo en la victoria por 3-0. Más tarde fue nombrado en la selección neerlandesa para los Juegos Olímpicos de 2008.
En 2011, De Guzmán expresó su interés de jugar junto a hermano Julián de Guzmán para el equipo canadiense. Sin embargo, en 2012, De Guzmán concedió una entrevista a The Score TV indicando que él se dedicó a la selección neerlandesa y esperaba que sería llamado después de la finalización de la Eurocopa 2012. El 23 de enero de 2013, fue llamado para acudir a la selección de los Países Bajos para disputar un partido amistoso contra Italia e hizo su debut a los 46 minutos de juego. El 6 de marzo, Louis van Gaal lo incluyó en su lista de convocados para la próxima eliminatoria mundialista en los partidos contra Estonia y Rumania.
Disputó partidos de la clasificación para Brasil 2014 con la selección absoluta.
El 13 de mayo de 2014, fue incluido en la lista preliminar de 30 jugadores que representarán a ese país en la Copa Mundial de Fútbol de 2014 en Brasil. Finalmente fue confirmado en la nómina definitiva de 23 jugadores el 31 de mayo.

### Participaciones en Copas del Mundo
| Mundial                        | Sede   | Resultado     |
| ------------------------------ | ------ | ------------- |
| Copa Mundial de Fútbol de 2014 | Brasil | Tercer puesto |

### Participaciones en Juegos Olímpicos
| Juegos Olímpicos               | Sede  | Resultado        |
| ------------------------------ | ----- | ---------------- |
| Juegos Olímpicos de Pekín 2008 | Pekín | Cuartos de final |

## Clubes
| Club                           | País         | Año       |
| ------------------------------ | ------------ | --------- |
| Feyenoord                      | Países Bajos | 2005-2010 |
| R. C. D. Mallorca              | España       | 2010-2011 |
| Villarreal C. F.               | España       | 2011-2014 |
| Swansea City A. F. C. (cedido) | Gales        | 2012-2014 |
| S. S. C. Napoli                | Italia       | 2014-2017 |
| Carpi F. C. 1909 (cedido)      | Italia       | 2016      |
| A. C. ChievoVerona (cedido)    | Italia       | 2016-2017 |
| Eintracht Fráncfort            | Alemania     | 2017-2020 |
| O. F. I. Creta                 | Grecia       | 2020-2022 |
| Sparta de Róterdam             | Países Bajos | 2022-     |

## Palmarés

### Títulos nacionales
| Título                        | Club                  | País         | Año     |
| ----------------------------- | --------------------- | ------------ | ------- |
| Copa de los Países Bajos      | Feyenoord             | Países Bajos | 2007-08 |
| Copa de la Liga de Inglaterra | Swansea City A. F. C. | Inglaterra   | 2012-13 |
| Supercopa de Italia           | S. S. C. Napoli       | Italia       | 2014    |
| Copa de Alemania              | Eintracht Fráncfort   | Alemania     | 2017-18 |

## Vida privada
De Guzmán nació en Scarborough, un distrito de la ciudad de Toronto, hijo de un filipino y una jamaicana, y es el hermano menor del también futbolista Julián de Guzmán.